# フクイ夢アート
フクイ夢アート（フクイゆめアート）は、2010年から2016年まで、福井県福井市の事業として開催されたアートイベント。
「「人と人、人とまちを結びつける」という、まちなか本来の力を引き出し、街に賑わいをもたらすとともに、福井の新たな魅力を創造し、発信する」をコンセプトに、福井駅周辺の中心市街地の空き店舗や広場を利用して開催。県外から作家を招聘するほか、一般市民も自分の作品を出展できるなど、“誰でも参加できる”アートイベント。